# Ledena dvorana Bled
Ledena dvorana Bled je ime hokejske dvorane na Bledu, ki je matična dvorana kluba HK MK Bled, pred tem pa nekdanjega kluba HK Bled. Zgrajena je bila leta 1979, leta 2002 pa prenovljena in sprejme 5.000 gledalcev. Poleg ligaških hokejskih tekem je leta 1991 gostilo Svetovno prvenstvo v hokeju na ledu skupine B, v letih 1993 in 1996 pa še Svetovno prvenstvo v hokeju na ledu skupine C. Od leta 1992 gosti tudi klubski hokejski turnir Poletna liga Rudi Hiti. Leta 2002 je gostila tudi šahovsko olimpijado, ob tem pa v dvorani redno potekajo tudi glasbeni koncerti. Decembra (11.-17.) 2023 pa bo ta dvorana gostila SP fantov do dvajsetega leta skupine 1-B.